# Josef Straka (Ruderer, 1948)
Josef Straka junior (* 4. Juni 1948 in Prag) ist ein ehemaliger tschechoslowakischer Ruderer.

## Karriere
Josef Straka nahm an den Olympischen Sommerspielen 1972 in München sowie 1976 in Montreal teil. 1972 belegte er zusammen mit Vladek Lacina in der Doppelzweier-Regatta den sechsten Platz. 1976 wurde er zusammen mit Miroslav Laholík, ebenfalls in der Doppelzweier-Regatta, Zehnter.

## Familie
Sein Vater Josef Straka senior war ebenfalls Ruderer.